# Chiesa di Santa Maria della Neve (Chiesina Uzzanese)

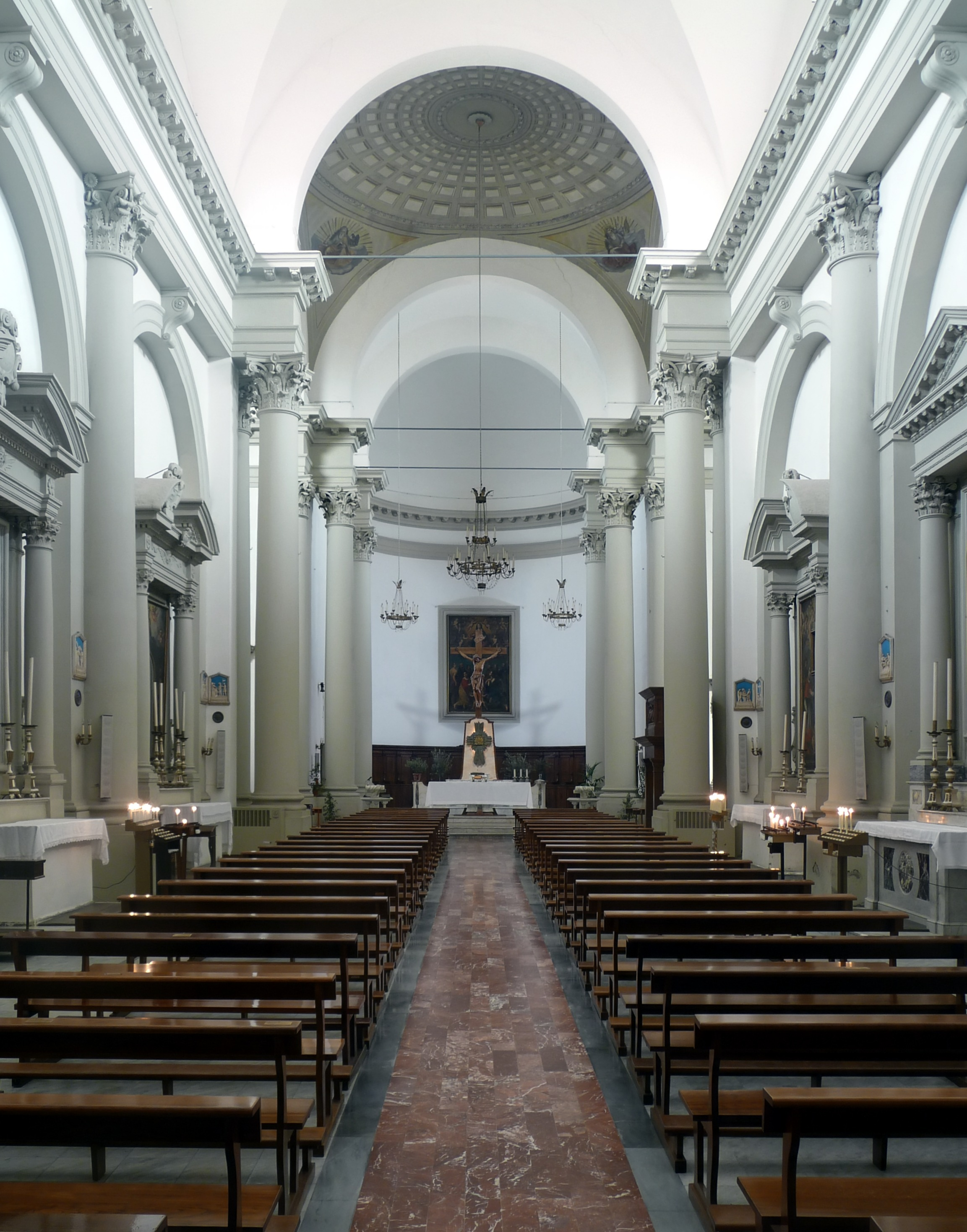
Interno

La chiesa di Santa Maria della Neve è un edificio sacro di Chiesina Uzzanese, provincia di Pistoia. È sede di parrocchia e appartiene alla Diocesi di Pescia.

## Descrizione
Una primitiva chiesa dedicata a Santa Maria della Neve fu eretta nel 1514 per volere del nobiluomo Lucantonio Poschi, che acquistò il terreno dal comune di Pescia. Nel 1575 la chiesa fu eretta in parrocchia, ponendo sotto la sua giurisdizioni porzione delle parrocchie di Uzzano, Montecarlo e Santi Stefano e Niccolao di Pescia. La chiesa attuale fu edificata nel 1848, su progetto dell'architetto Pietro Bernardini, in sostituzione dell'edificio cinquecentesco. Sulla facciata in pietra con timpano triangolare, all'interno del quale è collocato un orologio, s'imposta il portale d'ingresso seicentesco, che era un altare a muro laterale della vecchia chiesa. È affiancata da un campanile di recente costruzione a struttura aperta. L'attuale campanile è stato edificato a partire dagli anni settanta del Novecento in seguito alla demolizione della vecchia torre campanaria e della canonica, che si trovavano in quella che attualmente è una porzione della piazza Vittorio Emanuele II; i lavori di costruzione del nuovo campanile sono terminati nel 1990. I fondi per il completamento del campanile furono raccolti grazie alla partecipazione di un gruppo di cittadini chiesinesi alla trasmissione televisiva a premi Il buon paese di Rete 4.
Al suo interno, ad una sola navata coperta da volte a crociera e da una cupola all'incrocio con il transetto, in stile neoclassico, si conserva un'opera di Alessandro Bardelli raffigurante l'Incoronazione della Vergine e due santi, al centro della quale è una nicchia contenente una statua di Sant'Antonio da Padova. Sopra l'entrata principale si trova un organo ottocentesco realizzato dalla Agati-Tronci di Pistoia.